# Rejon biłohirski (Krym)
Rejon biłohirski (uk. Білогірський район) – jednostka administracyjna wchodząca w skład Republiki Autonomicznej Krymu na Ukrainie.
Rejon utworzony w 1923. Ma powierzchnię 1894 km² i liczy około 66 tysięcy mieszkańców. Siedzibą władz rejonu jest Biłohirsk.
Na terenie rejonu znajdują się 1 miejska rada, 1 osiedlowa rada i 17 silskich rad, obejmujących w sumie 76 wsi i 2 osady.